# Beauficel
Beauficel település Franciaországban, Manche megyében. Lakosainak száma 119 fő (2022. január 1.). Beauficel Gathemo, Brouains, Perriers-en-Beauficel és Sourdeval községekkel határos.

## Népesség
A település népességének változása:
| Lakosok száma | 293  | 225  | 175  | 164  | 156  | 153  | 135  | 123  | 119  | 119  |
|               | 1968 | 1982 | 1990 | 2006 | 2013 | 2015 | 2017 | 2019 | 2020 | 2022 |